# Don't Speak
Don't Speak is een nummer van de band No Doubt, van het album Tragic Kingdom uit 1995. Op 15 april 1996 werd het nummer in de VS en Canada op single uitgebracht. Europa, Oceanië en Japan volgden op 8 november dat jaar.

## Achtergrond
Zangeres Gwen Stefani zingt in Don't Speak over de breuk tussen haar en medebandlid en bassist Tony Kanal, met wie ze acht jaar een relatie had. Dat bleef een tijd geheim voor de rest van de band. Kanal beëindigde de relatie omdat hij meer ruimte wilde.
De single werd een wereldwijde hit en bereikte in No Doubts thuisland de VS de nummer 1-positie in de Billboard Hot 100. Ook in o.a. Canada, Australië, Zuid-Afrika, Scandinavië, Litouwen en Hongarije werd de nummer 1-positie bereikt. In het Verenigd Koninkrijk werd de nummer 1-positie bereikt in de UK Singles Chart.
In Nederland werd de single destijds veel gedraaid op de landelijke radiozenders en werd een nummer 1-hit in zowel de Nederlandse Top 40 als de Mega Top 50.
In België bereikte de single eveneens de nummer 1-positie in zowel de Vlaamse Ultratop 50 als de Vlaamse Radio 2 Top 30. In Wallonië werd de 2e positie bereikt.

## Hitnoteringen

### Nederlandse Top 40
| "Don't Speak" in de Nederlandse Top 40 - binnen 07-12-1996 | "Don't Speak" in de Nederlandse Top 40 - binnen 07-12-1996 | "Don't Speak" in de Nederlandse Top 40 - binnen 07-12-1996 | "Don't Speak" in de Nederlandse Top 40 - binnen 07-12-1996 | "Don't Speak" in de Nederlandse Top 40 - binnen 07-12-1996 | "Don't Speak" in de Nederlandse Top 40 - binnen 07-12-1996 | "Don't Speak" in de Nederlandse Top 40 - binnen 07-12-1996 | "Don't Speak" in de Nederlandse Top 40 - binnen 07-12-1996 | "Don't Speak" in de Nederlandse Top 40 - binnen 07-12-1996 | "Don't Speak" in de Nederlandse Top 40 - binnen 07-12-1996 | "Don't Speak" in de Nederlandse Top 40 - binnen 07-12-1996 | "Don't Speak" in de Nederlandse Top 40 - binnen 07-12-1996 | "Don't Speak" in de Nederlandse Top 40 - binnen 07-12-1996 | "Don't Speak" in de Nederlandse Top 40 - binnen 07-12-1996 | "Don't Speak" in de Nederlandse Top 40 - binnen 07-12-1996 | "Don't Speak" in de Nederlandse Top 40 - binnen 07-12-1996 | "Don't Speak" in de Nederlandse Top 40 - binnen 07-12-1996 | "Don't Speak" in de Nederlandse Top 40 - binnen 07-12-1996 | "Don't Speak" in de Nederlandse Top 40 - binnen 07-12-1996 | "Don't Speak" in de Nederlandse Top 40 - binnen 07-12-1996 | "Don't Speak" in de Nederlandse Top 40 - binnen 07-12-1996 | "Don't Speak" in de Nederlandse Top 40 - binnen 07-12-1996 | "Don't Speak" in de Nederlandse Top 40 - binnen 07-12-1996 | "Don't Speak" in de Nederlandse Top 40 - binnen 07-12-1996 |
| Week                                                       | 1                                                          | 2                                                          | 3                                                          | 4                                                          | 5                                                          | 6                                                          | 7                                                          | 8                                                          | 9                                                          | 10                                                         | 11                                                         | 12                                                         | 13                                                         | 14                                                         | 15                                                         | 16                                                         | 17                                                         | 18                                                         | 19                                                         | 20                                                         | 21                                                         | 22                                                         |                                                            |
| ---------------------------------------------------------- | ---------------------------------------------------------- | ---------------------------------------------------------- | ---------------------------------------------------------- | ---------------------------------------------------------- | ---------------------------------------------------------- | ---------------------------------------------------------- | ---------------------------------------------------------- | ---------------------------------------------------------- | ---------------------------------------------------------- | ---------------------------------------------------------- | ---------------------------------------------------------- | ---------------------------------------------------------- | ---------------------------------------------------------- | ---------------------------------------------------------- | ---------------------------------------------------------- | ---------------------------------------------------------- | ---------------------------------------------------------- | ---------------------------------------------------------- | ---------------------------------------------------------- | ---------------------------------------------------------- | ---------------------------------------------------------- | ---------------------------------------------------------- | ---------------------------------------------------------- |
| Nummer                                                     | 24                                                         | 10                                                         | 4                                                          | 1                                                          | 1                                                          | 1                                                          | 1                                                          | 1                                                          | 1                                                          | 2                                                          | 2                                                          | 6                                                          | 11                                                         | 11                                                         | 11                                                         | 14                                                         | 18                                                         | 18                                                         | 18                                                         | 24                                                         | 29                                                         | 36                                                         | uit                                                        |

### Mega Top 50 / Mega Top 100
Vanaf zaterdag 4 januari 1997 wijzigde de Mega Top 50 op Radio 3FM in de Mega Top 100.
| "Don't Speak" in de Mega Top 50 - binnen: 07-12-1996 | "Don't Speak" in de Mega Top 50 - binnen: 07-12-1996 | "Don't Speak" in de Mega Top 50 - binnen: 07-12-1996 | "Don't Speak" in de Mega Top 50 - binnen: 07-12-1996 | "Don't Speak" in de Mega Top 50 - binnen: 07-12-1996 | "Don't Speak" in de Mega Top 50 - binnen: 07-12-1996 | "Don't Speak" in de Mega Top 50 - binnen: 07-12-1996 | "Don't Speak" in de Mega Top 50 - binnen: 07-12-1996 | "Don't Speak" in de Mega Top 50 - binnen: 07-12-1996 | "Don't Speak" in de Mega Top 50 - binnen: 07-12-1996 | "Don't Speak" in de Mega Top 50 - binnen: 07-12-1996 | "Don't Speak" in de Mega Top 50 - binnen: 07-12-1996 | "Don't Speak" in de Mega Top 50 - binnen: 07-12-1996 | "Don't Speak" in de Mega Top 50 - binnen: 07-12-1996 | "Don't Speak" in de Mega Top 50 - binnen: 07-12-1996 | "Don't Speak" in de Mega Top 50 - binnen: 07-12-1996 | "Don't Speak" in de Mega Top 50 - binnen: 07-12-1996 | "Don't Speak" in de Mega Top 50 - binnen: 07-12-1996 | "Don't Speak" in de Mega Top 50 - binnen: 07-12-1996 | "Don't Speak" in de Mega Top 50 - binnen: 07-12-1996 | "Don't Speak" in de Mega Top 50 - binnen: 07-12-1996 |
| Week                                                 | 1                                                    | 2                                                    | 3                                                    | 4                                                    | 5                                                    | 6                                                    | 7                                                    | 8                                                    | 9                                                    | 10                                                   | 11                                                   | 12                                                   | 13                                                   | 14                                                   | 15                                                   | 16                                                   | 17                                                   | 18                                                   | 19                                                   | 20                                                   |
| ---------------------------------------------------- | ---------------------------------------------------- | ---------------------------------------------------- | ---------------------------------------------------- | ---------------------------------------------------- | ---------------------------------------------------- | ---------------------------------------------------- | ---------------------------------------------------- | ---------------------------------------------------- | ---------------------------------------------------- | ---------------------------------------------------- | ---------------------------------------------------- | ---------------------------------------------------- | ---------------------------------------------------- | ---------------------------------------------------- | ---------------------------------------------------- | ---------------------------------------------------- | ---------------------------------------------------- | ---------------------------------------------------- | ---------------------------------------------------- | ---------------------------------------------------- |
| Nummer                                               | 34                                                   | 14                                                   | 3                                                    | 1                                                    | 1                                                    | 1                                                    | 1                                                    | 1                                                    | 1                                                    | 1                                                    | 2                                                    | 2                                                    | 3                                                    | 4                                                    | 6                                                    | 7                                                    | 11                                                   | 10                                                   | 11                                                   | 15                                                   |
| Week                                                 | 21                                                   | 22                                                   | 23                                                   | 24                                                   | 25                                                   | 26                                                   | 27                                                   | 28                                                   | 29                                                   | 30                                                   | 31                                                   | 32                                                   | 33                                                   |                                                      | 34                                                   | 35                                                   | 36                                                   | 37                                                   |                                                      |                                                      |
| Nummer                                               | 20                                                   | 30                                                   | 38                                                   | 38                                                   | 47                                                   | 56                                                   | 62                                                   | 62                                                   | 65                                                   | 71                                                   | 71                                                   | 70                                                   | 76                                                   | uit                                                  | 92                                                   | 95                                                   | 79                                                   | 83                                                   | uit                                                  |                                                      |

### Vlaamse Ultratop 50
| "Don't Speak" in de Vlaamse Ultratop 50 - binnen: 28-12-1996 | "Don't Speak" in de Vlaamse Ultratop 50 - binnen: 28-12-1996 | "Don't Speak" in de Vlaamse Ultratop 50 - binnen: 28-12-1996 | "Don't Speak" in de Vlaamse Ultratop 50 - binnen: 28-12-1996 | "Don't Speak" in de Vlaamse Ultratop 50 - binnen: 28-12-1996 | "Don't Speak" in de Vlaamse Ultratop 50 - binnen: 28-12-1996 | "Don't Speak" in de Vlaamse Ultratop 50 - binnen: 28-12-1996 | "Don't Speak" in de Vlaamse Ultratop 50 - binnen: 28-12-1996 | "Don't Speak" in de Vlaamse Ultratop 50 - binnen: 28-12-1996 | "Don't Speak" in de Vlaamse Ultratop 50 - binnen: 28-12-1996 | "Don't Speak" in de Vlaamse Ultratop 50 - binnen: 28-12-1996 | "Don't Speak" in de Vlaamse Ultratop 50 - binnen: 28-12-1996 | "Don't Speak" in de Vlaamse Ultratop 50 - binnen: 28-12-1996 | "Don't Speak" in de Vlaamse Ultratop 50 - binnen: 28-12-1996 | "Don't Speak" in de Vlaamse Ultratop 50 - binnen: 28-12-1996 |
| Week                                                         | 1                                                            | 2                                                            | 3                                                            | 4                                                            | 5                                                            | 6                                                            | 7                                                            | 8                                                            | 9                                                            | 10                                                           | 11                                                           | 12                                                           | 13                                                           | 14                                                           |
| ------------------------------------------------------------ | ------------------------------------------------------------ | ------------------------------------------------------------ | ------------------------------------------------------------ | ------------------------------------------------------------ | ------------------------------------------------------------ | ------------------------------------------------------------ | ------------------------------------------------------------ | ------------------------------------------------------------ | ------------------------------------------------------------ | ------------------------------------------------------------ | ------------------------------------------------------------ | ------------------------------------------------------------ | ------------------------------------------------------------ | ------------------------------------------------------------ |
| Nummer                                                       | 48                                                           | 35                                                           | 32                                                           | 21                                                           | 9                                                            | 4                                                            | 2                                                            | 1                                                            | 1                                                            | 1                                                            | 1                                                            | 1                                                            | 1                                                            | 2                                                            |
| Week                                                         | 15                                                           | 16                                                           | 17                                                           | 18                                                           | 19                                                           | 20                                                           | 21                                                           | 22                                                           | 23                                                           | 24                                                           | 25                                                           | 26                                                           | 27                                                           |                                                              |
| Nummer                                                       | 2                                                            | 2                                                            | 2                                                            | 4                                                            | 5                                                            | 5                                                            | 7                                                            | 8                                                            | 18                                                           | 27                                                           | 38                                                           | 44                                                           | 48                                                           | uit                                                          |

### NPO Radio 2 Top 2000
| Nummer met noteringen in de NPO Radio 2 Top 2000 | '05  | '06 | '07  | '08  | '09 | '10 | '11 | '12 | '13 | '14 | '15  | '16 | '17 | '18  | '19  | '20  | '21  | '22  | '23  | '24  |
| ------------------------------------------------ | ---- | --- | ---- | ---- | --- | --- | --- | --- | --- | --- | ---- | --- | --- | ---- | ---- | ---- | ---- | ---- | ---- | ---- |
| Don't Speak                                      | 1159 | 784 | 1124 | 1397 | 796 | 788 | 855 | 908 | 769 | 957 | 1017 | 965 | 901 | 1030 | 1011 | 1019 | 1120 | 1159 | 1101 | 1054 |

1. ↑  Een vetgedrukt getal geeft de hoogste notering aan.
2. ↑  2005 was het eerste jaar met een notering voor dit nummer.